# Casinaria mellaclypea
Casinaria mellaclypea är en stekelart som beskrevs av Maheshwary och Gupta 1977. Casinaria mellaclypea ingår i släktet Casinaria och familjen brokparasitsteklar. Inga underarter finns listade.